# Henry Gauthier-Villars

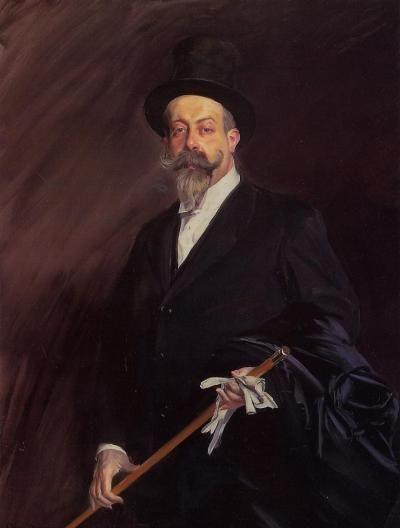
Henry Gauthier-Villars, Gemälde von Giovanni Boldini

Henry Gauthier-Villars, bekannter unter seinem Nom de plume Willy (* 8. August 1859 in Villiers-sur-Orge; † 12. Januar 1931 in Paris), war ein französischer Journalist, Musikkritiker und Romancier.
Außer mit seinem bekanntesten Pseudonym Willy schrieb er auch als Henry Maugis, Robert Parville oder Henry Willy.

## Familie
Er war der zweitgeborene Sohn des Verlegers Jean Albert Gauthier-Villars und seit 1893 mit der damals noch unbekannten Colette verheiratet. Deren berühmte Claudine-Romane trugen anfangs sein Pseudonym Willy; erst seit später aber die wahre Autorenschaft bekannt wurde, werden die vier Bände mittlerweile mit dem Namen Colettes versehen. Ab 1905 ging das Paar getrennte Wege und wurde kurz darauf geschieden. Als Willy wirkte er 1924 an der ersten französischen Homosexuellenzeitschrift Inversions mit.